# Johannes Weiss
Johannes Weiß, född den 13 december 1863 i Kiel, död den 24 augusti 1914, var en tysk protestantisk teolog, son till Bernhard Weiß.
Han blev privatdocent i Göttingen 1888 och e.o. professor där 1890, samt kallades som ordinarie professor 1895 till Marburg och 1908 till Heidelberg. 
Weiß ägnade sig liksom sin fader uteslutande åt Nya Testamentet, men i motsats till denne slog han in på mera moderna kritiska vägar och tog därvid även djupa intryck av den religionshistoriska skolan.